# Talònid
El talònid és la part de les dents molars inferiors que serveix per moldre els aliments. Es troba a la regió posterior interna de la dent i sol ser més gran que el taló corresponent. En els mamífers moderns, dotats de molars tribosfèniques, presenta dues o tres cúspides de mides diferents, però en els mamífers primitius només té una única cúspide. Les tres cúspides presents en els mamífers tribosfènics s'anomenen entocònid (cúspide lingual), hipocònid (bucal) i hipoconúlid (entre les altres dues).